# Frauzio

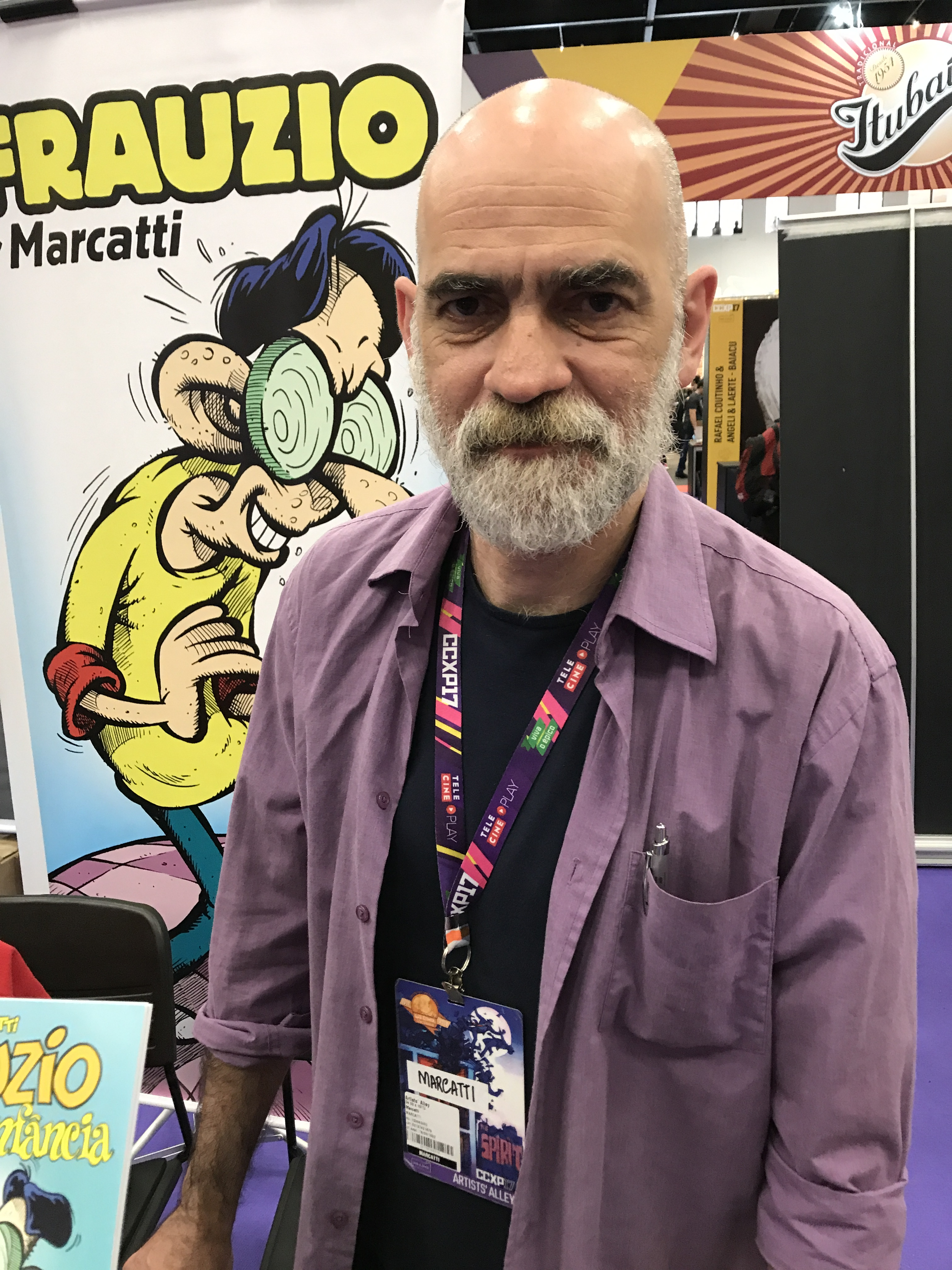
Marcatti e um pôster de Frauzi na edição de 2017 da Comic Con Experience.

Frauzio foi uma revista em quadrinhos brasileira mensal, criada em 2001 por Marcatti e inicialmente distribuída pela Editora Escala.
Vendida por R$ 1 e destinada a leitores acima de 12 anos, circulava com tiragem de 35 mil exemplares. Porém, teve apenas seis edições pela editora, que depois disso aproveitou a experiência para lançar o título Escala Graphic Talents, que publicava novos autores brasileiros.
Com o fechamento da revista Frauzio pela Escala, Marcatti passou a editá-la por conta própria, em 2003, usando a sua editora, a Pro-C. A nova tentativa, com o título de Desventuras de Frauzio e tiragens de 20 mil exemplares, teve quatro edições e recebeu em 2004 o prêmio de melhor revista independente no 16º Troféu HQ Mix.
Em 2017, a Ugra Press organizou o álbum Marcatti 40, em homenagem aos 40 anos de carreira de Marcatti, trazendo 40 HQs curtas criadas por diversos artistas brasileiros estreladas por Frauzio, financiado através de crowdfunding pela plataforma Catarse. Em 2018, esta HQ conquistou o 30º Troféu HQ Mix nas categorias "melhor publicação de humor" e "melhor publicação mix" (esta última, empatada com Baiacu, de Angeli e Laerte Coutinho).
Em 2019, o próprio Marcatti lançou um campanha no Catarse Frauzio - Esse Pode, contendo histórias publicadas nas redes sociais.

## O personagem
Frauzio e Desventuras de Frauzio traziam em suas páginas as aventuras do personagem criado originalmente por Marcatti para uma série de jogos eletrônicos. Além das histórias nas revistas, Frauzio estrelou três álbuns:
- 2002 - Questão de paternidade (Opera Graphica)
- 2005 - Mariposa (Conrad)
- 2009 - Frauzio: Ares da Primavera (Devir)[10]